# New Register House

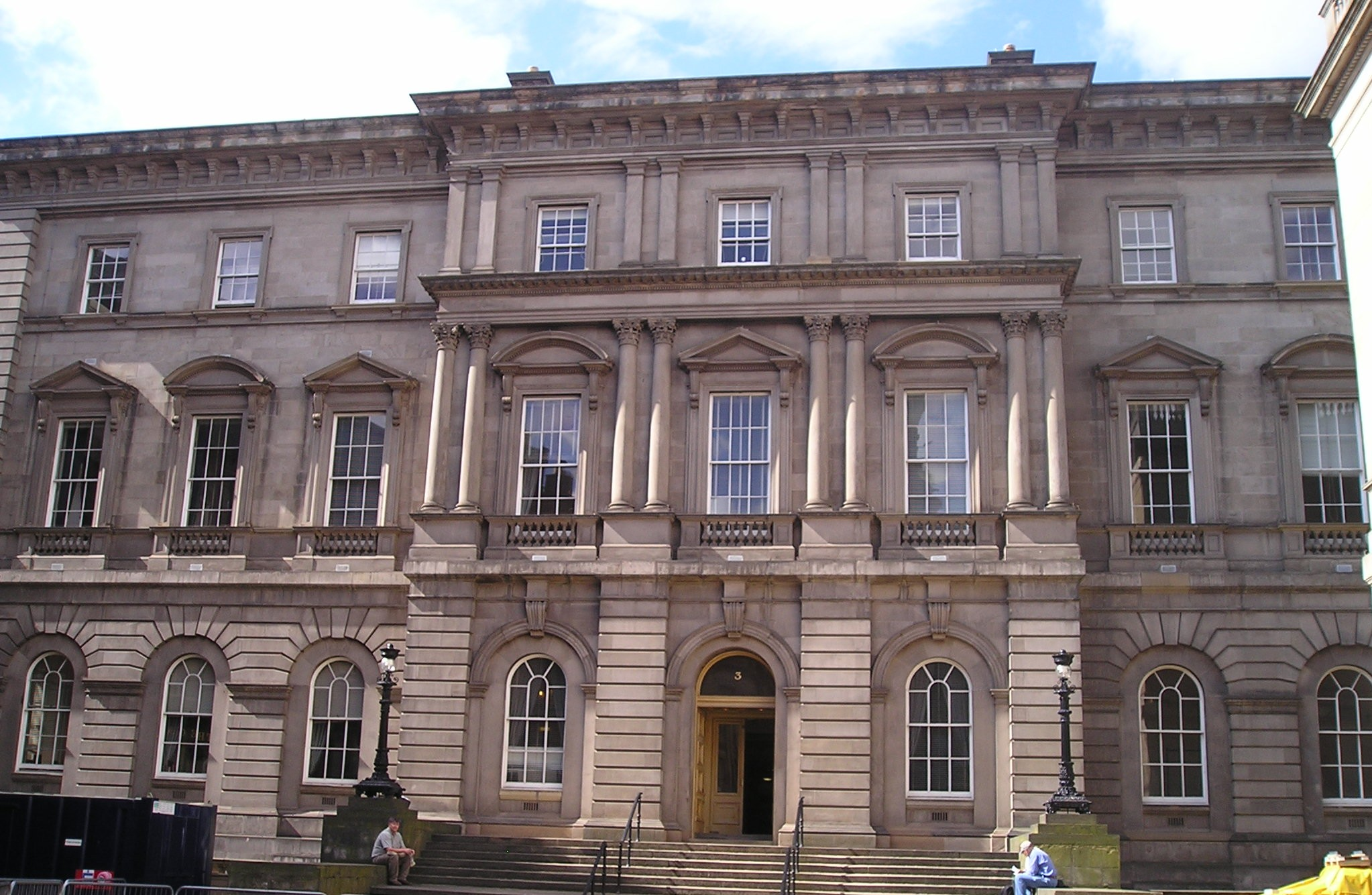
New Register House.

 (décembre 2019).
New Register House est le bâtiment principal du General Register Office for Scotland (Archives pour l'Ecosse), situé près de St Andrew Square à l'extrémité est de Princes Street dans la New Town d'Édimbourg, en Écosse. Il abrite également le Accountant in Bankruptcy (en) et la Court of the Lord Lyon (en) et abrita le bureau du directeur de la chancellerie jusqu'à son abolition en 1928. 

## Architecture et construction
Le bâtiment est situé dans West Register Street, à Édimbourg, derrière la Register House de Robert Adam (XVIIIe siècle) (appelée maintenant General Register House). La structure à l'italienne a été construite par l'architecte Robert Matheson entre 1859 et 1863 et était complémentaire du style architectural original néoclassique de la Register House d'Adam. Un portique a été ajouté à l'élévation sud pour lui donner le caractère d'un édifice public. Une nouvelle maison d'enregistrement était nécessaire pour fournir une capacité de stockage supplémentaire aux archives écossaises, en particulier pour les actes de naissance, de décès et de mariage, qui étaient le résultat d'un enregistrement obligatoire après 1855. Le bâtiment a été occupé pour la première fois en 1861 et achevé en 1863 après l'ajout de cinq bureaux à chaque étage du côté nord. Le comptable en faillites et les services de Lord Lyon se sont également vu attribuer des salles.  

## Fermeture potentielle
En janvier 2015, il a été révélé que la fermeture de la New Register House et de la General Register House voisine avait été recommandée, et que le personnel et les archives publiques seraient situés dans d'autres bâtiments à Édimbourg.